# Смут (Вайоминг)
Смут (англ. Smoot, Wyoming) — статистически обособленная местность, расположенная в округе Линкольн (штат Вайоминг, США) с населением в 182 человека по статистическим данным переписи 2000 года.

## География
По данным Бюро переписи населения США статистически обособленная местность Смут имеет общую площадь в 4,4 квадратных километров, водных ресурсов в черте населённого пункта не имеется.
Статистически обособленная местность Смут расположена на высоте 2015 метров над уровнем моря.

## Демография
По данным переписи населения 2000 года в Смуте проживало 182 человека, 44 семьи, насчитывалось 55 домашних хозяйств и 63 жилых дома. Средняя плотность населения составляла около 41,1 человека на один квадратный километр. Расовый состав Смута по данным переписи распределился следующим образом: 95,60 % белых, 0,55 % — коренных американцев, 2,75 % — представителей смешанных рас, 1,10 % — других народностей. Испаноговорящие составили 4,95 % от всех жителей статистически обособленной местности.
Из 55 домашних хозяйств в 43,6 % — воспитывали детей в возрасте до 18 лет, 74,5 % представляли собой совместно проживающие супружеские пары, в 1,8 % семей женщины проживали без мужей, 20,0 % не имели семей. 18,2 % от общего числа семей на момент переписи жили самостоятельно, при этом 10,9 % составили одинокие пожилые люди в возрасте 65 лет и старше. Средний размер домашнего хозяйства составил 3,31 человек, а средний размер семьи — 3,84 человек.
Население статистически обособленной местности по возрастному диапазону по данным переписи 2000 года распределилось следующим образом: 35,2 % — жители младше 18 лет, 9,3 % — между 18 и 24 годами, 23,1 % — от 25 до 44 лет, 22,0 % — от 45 до 64 лет и 10,4 % — в возрасте 65 лет и старше. Средний возраст жителей составил 31 год. На каждые 100 женщин в Смуте приходилось 95,7 мужчин, при этом на каждые сто женщин 18 лет и старше приходилось 84,4 мужчин также старше 18 лет.
Средний доход на одно домашнее хозяйство в статистически обособленной местности составил 32 273 доллара США, а средний доход на одну семью — 41 250 долларов. При этом мужчины имели средний доход в 41 250 долларов США в год против 21 000 долларов среднегодового дохода у женщин. Доход на душу населения в статистически обособленной местности составил 12 005 долларов в год. 8,0 % от всего числа семей в округе и 19,6 % от всей численности населения находилось на момент переписи населения за чертой бедности, включая 48,3 % жителей младше 18.